# 하신토 킹코세스
하신토 프란시스코 페르난데스 데 킹코세스 이 로페스 데 아르비나(스페인어: Jacinto Francisco Fernández de Quincoces y López de Arbina, 1905년 7월 17일, 바스크 지방 바라칼도 ~ 1997년 5월 10일, 발렌시아 지방 발렌시아)는 스페인의 전 축구 선수이자 감독이며, 발렌시아 필로타 연맹의 전 회장이다. 그는 현역 시절 중앙 수비수로 활약했는데, 그는 내전 전후 시기 역대 최고의 수비수들 중 하나로 손꼽힌다.
그는 1928년부터 1936년까지 스페인 국가대표팀 경기에 25번 출전했고, 1934년 FIFA 월드컵 당시 스페인 선수단의 일원으로 참가했다. 그는 1945년에 스페인 국가대표팀의 지휘봉을 잡아 두 경기 동안 지휘한 적도 있다.

## 선수 경력
- 알라베스 – 1920–1931
- 레알 마드리드 – 1931–1936, 1939–1942 (두 기간 중간은 스페인 내전으로 은둔생활을 했다)

## 감독 경력
- 사라고사 – 1942–1943, 1956–1958
- 스페인 국가대표팀 – 1945
- 레알 마드리드 – 1945–1946, 1947–1948
- 발렌시아 – 1948–1954, 1958–1960
- 아틀레티코 마드리드 – 1954–1955[3]

## FPV 회장 경력
킹코세스는 프로 축구에 입문하기 전에 바스크 펠로타 팔라 선수였는데, 축구 선수 활동을 접은 후, 그는 프랑코 정권으로부터 발렌시아 필로타 연맹 회장으로 추대되었는데, 그 사유는 바스크 펠로타와 발렌시아 핸드볼이 동일하다 생각한 데에 있었다. 킹코세스는 기자 회견에서 수 차례 회장직을 맡고 싶지 않다는 의사를 밝혔지만, 1960년대 말에서 1970년대 초까지 발렌시아 필로타 회장직을 맡아 새 제도의 도입을 통해 발렌시아 필로타에 득이 될 일을 하였는데, 유소년 선수권 대회를 출번하여 트링케트 프로 대회를 주최할 기반을 마련하였고, 그에 따라 제노베스 I이나 사테트 데 칼레트와 같은 필로타 선수들이 활동할 수 있었다.